# Gotti Made-It
Gotti Made-It è un mixtape commerciale collaborativo del rapper statunitense Yo Gotti e del produttore statunitense Mike WiLL Made-It.
È stato pubblicato il 1 giugno 2017 dalle etichette CMG e Ear Drummer Records, di proprietà dei rispettivi artisti, e da Epic Records & Roc Nation.
Lo stesso giorno è stato pubblicato il primo e unico singolo Rake It Up con Nicki Minaj.

## Tracce
1. Legacу – 2:29 (musica: Mike WiLL Made-It)
2. Trap Go Hard – 3:07 (musica: Mike WiLL Made-It, Scooly & Pluss)
3. Dogg – 3:06 (musica: Mike WiLL Made-It)
4. Look At Me Na – 2:11 (musica: Mike WiLL Made-It & 30 Roc)
5. Rake It Up (feat. Nicki Minaj) – 4:35 (musica: Mike WiLL Made-It & 30 Roc)
6. Change – 2:47 (musica: Mike WiLL Made-It, Scooly & TL On The Beat)
7. Letter 2 the Trap – 3:32 (musica: Mike WiLL Made-It & Resource)
8. Off da Pole – 2:42 (musica: Mike WiLL Made-It & Resource)
9. Thinking About You – 3:39 (musica: Mike WiLL Made-It & Blue Cheeze)

La canzone Trap Go Hard è inclusa nella compilation Grind Game Official 3 di Dj Hektik.
La canzone Rake It Up è anche inclusa nel nono album in studio I Still Am di Yo Gotti, pubblicato nel 2017.

### Campionamenti
- Rake It Up campiona Poison dei Bell Biv DeVoe, estratta dall'album Poison, pubblicato nel 1990, e Freaky Tales di Too $hort, estratta da Born to Mack, pubblicato nel 1987. Interpola inoltre Push It di O.T. Genasis, estratta da Rhythm & Bricks, pubblicato nel 2015, e Gangsta Gangsta degli N.W.A., estratto da Straight Outta Compton del 1988[5].
- Thinking About You campiona Cut It di O.T. Genasis e Young Dolph, estratta da Rhythm & Bricks del 2015[6].

## Classifiche
| Classifica (2017)                     | Posizione massima |
| ------------------------------------- | ----------------- |
| US Billboard 200                      | 85                |
| US Independent Albums (Billboard)     | 7                 |
| US Top R&B/Hip-Hop Albums (Billboard) | 40                |